# Миасский троллейбус
Миа́сский тролле́йбус — троллейбусная система, открытая в Миассе 1 ноября 1984. Вторая по возрасту и размеру сети троллейбусная система Челябинской области. Протяжённость троллейбусных линий — 22 км. Троллейбус связывает центральную часть города с северной — Машгородком. Движение осуществляется с 6:00 до 00:20.

## История
Троллейбусное движение в Миассе открыто 1 ноября 1984 (регулярное движение началось — 1 февраля 1985).
С 1989 по 2001 гг. (12 лет) проезд в троллейбусе, как и в остальном городском общественном транспорте Миасса был бесплатным, что вызвало хроническое недофинансирование и закрытие ряда маршрутов. Стоимость проезда с 1 февраля 2023 года — 20 рублей за наличные, 19 — при оплате банковской картой, оплату принимают кондукторы. С октября 2021 года внедряются терминалы самостоятельной бесконтактной оплаты (валидаторы).
В 2020 году закуплено 2 новых низкопольных троллейбуса ВМЗ-5298.01 «Авангард» и получены 10 троллейбусов (восемь Тролза-5265.00 «Мегаполис» и по одному СВАРЗ-6237 и БКМ-321) из Москвы не старше 2012 года выпуска. В 2021 году куплено 4 троллейбуса ВМЗ-5298.01 «Авангард». В 2022 году куплено 5 троллейбусов ВМЗ-5298.01 «Авангард» и 9 получено из Москвы. За 2019—2023 гг. подвижной состав обновился более чем на 50 %.

## Перспективы
Существуют планы по развитию сети в посёлок Динамо и до церкви в Старой части города с постройкой дополнительного депо. В 2018 и 2023 году проводятся испытания троллейбуса с автономным ходом, запас хода на аккумуляторах — 25 км, что позволит продлить троллейбусные маршруты в Тургояк, Северные Печи или Старый город без обустройства новой контактной сети
. В 2023 году московским ООО «Строй Инвест Проект» было проведено исследование работы общественного транспорта в Миасском округе и даны рекомендации по её улучшению — в частности, предложено продление троллейбусного движения до северной границы Машгородка с обустройством нового разворотного кольца. Кроме того, в отдалённой перпективе возможна прокладка линии в микрорайон Комарово в центральной части города.

## Маршруты
По состоянию на 1 сентября 2015 года у парка числится 4 постоянно работающих маршрута и 3 закрытых:
| № марш. | Конечный остановочный пункт 1 | Конечный остановочный пункт 2 | Протяженность | Путь следования | Остановки | Примечание                                                                    | Период работы                           |
| ------- | ----------------------------- | ----------------------------- | ------------- | --- | --- | ----------------------------------------------------------------------------- | --------------------------------------- |
| 1       | Автозавод                     | Стадион                       | 12 км         | пр. Макеева — пр. Октября — Тургоякское шоссе — Предзаводская пл. | Стадион — Спортивная — Торговый центр — ул. Менделеева — пр. Октября — ул. Жуковского — ул. Уральских Добровольцев (только в сторону Стадиона) — ГРЦ — Садовая — ПАТО — Пожтехника — Автобаза — ЖБИ — Кирпичный завод — Восточная проходная — Автозавод | Закрыт                                                                        | 1985-2010                               |
| 2       | Машгородок                    | КБ им. В. П. Макеева (ГРЦ)    | 6 км          | пр. Макеева — пр. Октября — Тургоякское шоссе | Стадион — Спортивная — Торговый центр — ул. Менделеева — пр. Октября — ул. Жуковского — ул. Уральских Добровольцев (только в сторону Стадиона) — ГРЦ | По будням, разрывной, интервал 5-6 минут                                      | 1985-1997, 1999—2006, 2011—2013, с 2015 |
| 3       | Машгородок                    | Вокзал                        | 16 км         | пр. Макеева — пр. Октября — Тургоякское шоссе — Предзаводская пл. — пр. Автозаводцев — ул. 8 Марта — ул. Степана Разина — Привокзальная пл.                                                                         | Стадион — Спортивная — Торговый центр — ул. Менделеева — пр. Октября — ул. Жуковского — ул. Уральских Добровольцев (только в сторону Стадиона) — ГРЦ — Садовая — ПАТО — Пожтехника — Автобаза — ЖБИ — Кирпичный завод — Восточная проходная — Автозавод — Дворец Автомобилестроителей — ул. Ферсмана — Центр — ул. Лихачева — Ильменская — ул. Степана Разина — Вокзал | Ежедневно с 6.00 до 22.30, интервал 3-6 минут                                 | с 1986                                  |
| 4       | Вокзал                        | Посёлок Строителей            | 9 км          | Привокзальная пл. — ул. Степана Разина — ул. 8 Марта — пр. Автозаводцев — Предзаводская пл. — Тургоякское шоссе — ул. Севастопольская — ул. Нахимова — ул. Керченская — ул. Азовская — ул. Донская — ул. Керченская | Вокзал — ул. Степана Разина — Ильменская — ул. Лихачева — Центр — ул. Ферсмана — Дворец Автомобилестроителей — Автозавод — Восточная проходная — Кирпичный завод — ЖБИ — Автобаза — ДСК — Горбольница — Конечная — ДК «Строитель» — Детский дом — ДСК | Ежедневно с 6.00 до 22.30, интервал 5-10 минут                                | с 1987                                  |
| 5       | Посёлок Строителей            | Стадион                       | 10 км         | пр. Макеева — пр. Октября — Тургоякское шоссе — ул. Севастопольская — ул. Нахимова — ул. Керченская — ул. Азовская — ул. Донская — ул. Керченская                                                                   | Стадион — Спортивная — Торговый центр — ул. Менделеева — пр. Октября — ул. Жуковского — ул. Уральских Добровольцев (только в сторону Стадиона) — ГРЦ — Садовая — ПАТО — ДСК — Горбольница — Конечная — ДК «Строитель» — Детский дом — ДСК — Пожтехника — ПАТО | Ежедневно. По будням с 6.00 до 10.00 и с 14.30 до 18.30, интервал 20-25 минут | 1998-2004, 2010—2013, с 1 апреля 2022   |
| 6       | Вокзал                        | Автозавод                     | 4 км          | Привокзальная пл. — ул. Степана Разина — ул. 8 Марта — пр. Автозаводцев — Предзаводская пл. | Вокзал — ул. Степана Разина — Ильменская — ул. Лихачева — Центр — ул. Ферсмана — Дворец Автомобилестроителей — Автозавод | Закрыт                                                                        | 2000-2006                               |
| 7       | Вокзал                        | Завод ЖБИ                     | 7 км          | Привокзальная пл. — ул. Степана Разина — ул. 8 Марта — пр. Автозаводцев — Предзаводская пл. — Тургоякское шоссе | Вокзал — ул. Степана Разина — Ильменская — ул. Лихачева — Центр — ул. Ферсмана — Дворец Автомобилестроителей — Автозавод — Восточная проходная — Кирпичный завод — ЖБИ | По будням с 16.00 до 18.00, интервал 20 минут                                 | С 2000                                  |
| 8       | Вокзал                        | Депо                          |               | Привокзальная пл. — ул. Степана Разина — ул. 8 Марта — пр. Автозаводцев — Предзаводская пл. — Тургоякское шоссе | Вокзал — ул. Степана Разина — Ильменская — ул. Лихачева — Центр — ул. Ферсмана — Дворец Автомобилестроителей — Автозавод — Восточная проходная — Кирпичный завод — ЖБИ — Автобаза — Пожтехника — ПАТО — Домострой — Депо | Во время не исправности контактной сети/троллейбуса                           | С 1 ноября 1984                         |

## Подвижной состав
- ВМЗ-5298.00 (ВМЗ-375) 12 ед.
- Тролза-5265.00 «Мегаполис» 13 ед.
- ЗиУ-682 всех Модификаций 4 ед.
- БТЗ-5276-04 2 ед.
- БТЗ-5201 1 ед.
- ВМЗ-52981 2 ед.
- ВМЗ-5298.01 «Авангард» 11 ед.
- БКМ 321 5 ед.
- СВАРЗ-6237 1 ед.
- Синара-6254 5 ед.